# 特爾紋胸鮡

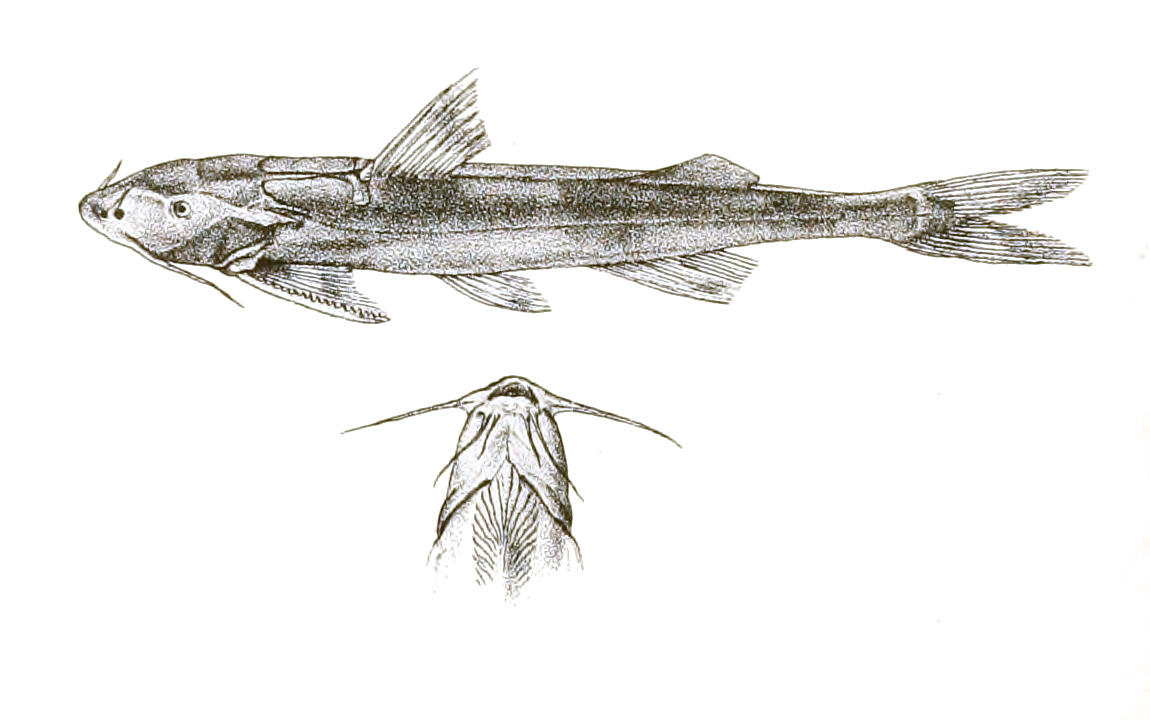

特爾紋胸鮡，為輻鰭魚綱鯰形目鮡科的其中一種，為熱帶淡水魚類，分布於亞洲恆河流域，體長可達10公分，棲息在丘陵溪流底層水域，生活習性不明，可做為食用魚。

## 扩展阅读
維基物種上的相關：特爾紋胸鮡